# Placusa complanata
Placusa complanata är en skalbaggsart som beskrevs av Wilhelm Ferdinand Erichson 1839. Placusa complanata ingår i släktet Placusa, och familjen kortvingar. Arten är reproducerande i Sverige.